# Chiaki Iijima
Chiaki Iijima (jap. 飯島千晶 Iijima Chiaki; ur. 26 listopada 1990) - japońska zapaśniczka w stylu wolnym. Zajęła trzynaste miejsce na mistrzostwach świata w 2015. Złoty medal na mistrzostwach Azji w 2010. Piąta w Pucharze Świata w 2013. Mistrzyni Azji juniorów w 2008. Brąz na mistrzostwach świata juniorów w 2008 i 2010 roku.